# Pseudochthonius beieri
Pseudochthonius beieri är en spindeldjursart som beskrevs av Volker Mahnert 1978. Pseudochthonius beieri ingår i släktet Pseudochthonius och familjen käkklokrypare. Inga underarter finns listade i Catalogue of Life.